# Marcelino Vargas
Marcelino Vargas (Asunción, 1921 – ...) è stato un calciatore paraguaiano, di ruolo portiere.

## Carriera
Prese parte con la Nazionale paraguaiana al Campionato Sudamericano del 1955 e ai Mondiali del 1950.

## Palmarès

### Club

#### Competizioni nazionali
- Campionato paraguaiano: 1

Libertad: 1945